# Ismenia Villalba
Ismenia Villalba (18 tháng 9 năm 1929 – 19 tháng 9 năm 2009), là một chính trị gia Venezuela, vợ của Jóvito Villalba. Ismenia Villalba từng là phó cho Venezuela và Nueva Esparta và là người phụ nữ đầu tiên tham gia cuộc bầu cử tổng thống ở Venezuela, đại diện cho đảng Cộng hòa Dân chủ Unión trong cuộc bầu cử năm 1988. Bà giành được ít hơn 1% phiếu bầu.